# Der Stern (Film)
Der Stern ist ein deutscher Kriminalfilm von 1914 mit Fern Andra in der Hauptrolle.

## Handlung
„Der Stern“ ist der Name einer Verbrecherorganisation, mit der es Bessy Shaw, die Protagonistin der Geschichte, zu tun bekommt. Die Millionärstochter reist mit dem Zug nach Nizza, als ein junger Mann in ihr Abteil steigt. Am Zielbahnhof ist er plötzlich wieder verschwunden. Bessy trifft ihn erst wieder, als sie in ihrer Nobelherberge, dem Hotel Majestic, eincheckt. Auch er, der sich Jack nennt und dem „Stern“ angehört, hat sich hier ein Zimmer genommen.
In der kommenden Nacht steigt er in Bessys Suite ein und versucht, ihren Schmuck zu stehlen. Dabei wird er von der jungen Frau überrascht, und sie kann ihn vertreiben. Bessy telefoniert nach der Polizei, die auch sofort anrückt und Jack verhaften will. Doch Bessy packt das Mitleid, und sie macht eine Falschaussage, so dass die Polizei auf die falsche Spur geführt wird. Wenig später versuchen drei weitere Strolche von „Der Stern“ Bessy im Hotelzimmer zu berauben. Doch in diesem Moment ist es Jack, der Bessy – aus Liebe – mannhaft verteidigt.

## Produktionsnotizen
Der in den Eiko-Film-Ateliers in Berlin-Marienfelde hergestellte Film hat eine Länge von drei Akten. Gedreht wurde im Frühjahr 1914. Nach dem Passieren der Filmzensur im Juni 1914 fand die Uraufführung fand im Oktober 1914 im Leipziger Königspavillon statt. In Österreich, wo der Film zunächst verboten wurde, kam Der Stern, versehen mit einem Jugendverbot, schließlich 1917 in die Kinos. Dort hatte er eine Länge von rund 1100 Metern.
Der Stern war die erste große Produktion, die Fern Andra in Deutschland drehte und mit der sie sich schließlich durchsetzte. Wer den Jack spielte, ist nicht bekannt.

## Kritiken
„Ein besonders dramatischer Film ist das dreiaktige Drama ‚Der Stern‘, ein Detektivstück, welches ein besonderes Interesse durch die Mitwirkung der berühmten Filmdarstellerin Fern Andra erhält. (…) Vorzügliche Darstellung und schöne Bilder tragen weiters zum Erfolge dieses Films bei.“

In Paimann’s Filmlisten ist zu lesen: „Stoff sehr gut, Spiel, Photos und die Karnevalsszenerie ausgezeichnet.“